# Saint-Lumine-de-Coutais
Saint-Lumine-de-Coutais è un comune francese di 1 886 abitanti situato nel dipartimento della Loira Atlantica nella regione dei Paesi della Loira.

## Storia

### Simboli
Lo stemma, creato nel 1945, è stato registrato il 19 luglio 1972.
Il vescovo Leobino è il patrono della parrocchia; l'uva fa riferimento ai vigneti e gli anatroccoli alle oche allevate nelle paludi del Grand Lieu.

## Società

### Evoluzione demografica
Abitanti censiti